# Меридор, Дан
Дан Меридор (ивр. דן מרידור‎; род. 23 апреля 1947 года, подмандатная Палестина) — израильский политик и юрист, член кнессета (11, 12, 13, 14, 15, 16, 17, 18 созывы), министр юстиции Израиля (1988—1992), министр финансов Израиля (1997—1998), бывший министр по делам разведслужб и комиссии по атомной энергии.

## Биография
Дан Меридор родился 23 апреля 1947 года на территории подмандатной Палестины в семье соратника Менахема Бегина Элияху Меридора и филолога Раананы Меридор. Он призвался в Армию обороны Израиля, где служил в бронетанковых войсках и дослужился до офицерского звания. Участвовал в Шестидневной войне.
Меридор — выпускник юридического факультета Еврейского университета в Иерусалиме, где получил степень бакалавра.
В период с 1982 по 1984 год Меридор работал секретарём правительства. В 1984 году он вошёл в состав кнессета 11-го созыва как член партии «Ликуд», в этом созыве работал председателем двух подкомиссий парламента. В 1988 он был переизбран в кнессет 12-го созыва, при этом созыве было два правительства, которые возглавлял Ицхак Шамир, в обоих правительствах Меридор занимал пост министра юстиции Израиля.
В дальнейшем он сохранил своё место в кнессете, выступая его членом от партии «Ликуд» в тринадцатом и четырнадцатом созывах. В 1998 году он стал одним из членов своей партии, которые покинули её и создали новую партию «Израиль в центре» (позже «Партия центра»). От этой партии он был избран в кнессет 15-го созыва. В 2003 году — вернулся в Ликуд. После выборов в кнессет 16-го созыва (2003 год) Дан Меридор потерял своё место в кнессете.
Около года он занимал пост министра финансов в 27 правительстве Израиля, уступив это место Биньямину Нетаньяху. В первом правительстве Шарона он был «министром без портфеля».
На праймериз в Ликуде перед выборами в кнессет 18-го созыва он занял 17-е место, в сформированном Биньямином Нетаньяху правительстве Меридор стал министром по делам разведслужб и комиссии по атомной энергии.
В кнессет 19-го созыва Меридор не баллотировался.